# Nati il 20 maggio
| Questa pagina contiene informazioni ricavate automaticamente dalle voci biografiche con l'ausilio del template Bio e di un bot. L'aggiornamento è periodico e automatico e ricostruisce completamente la pagina. Se manca una persona in questa lista, sei pregato di non aggiungerla, ma accertati piuttosto che la sua voce biografica contenga il template Bio e che i dati anagrafici siano correttamente compilati. Se il template Bio manca, inseriscilo tu stesso o, in alternativa, metti l'avviso {{tmp\|Bio}} che ne segnala la mancanza. Se i dati riportati sono sbagliati, correggi direttamente la voce biografica; le modifiche saranno visibili in questa lista entro pochi giorni. Per chiarimenti vedi il progetto biografie. La lista contiene solo le 1.190 persone che sono citate nell'enciclopedia e per le quali è stato implementato correttamente il template Bio. Pagina aggiornata al 17 ago 2025. |

## XII secolo(1)
- 1178 - Tommaso I di Savoia, conte († 1233)

## XIV secolo(3)
- 1315 - Bona di Lussemburgo, duchessa († 1349)
- 1315 - Paolo da Certaldo, mercante e scrittore italiano
- 1364 - Henry Percy, cavaliere medievale inglese († 1403)

## XV secolo(3)
- 1466 - Giuliano Cesarini, cardinale italiano († 1510)
- 1470 - Pietro Bembo, cardinale, scrittore e grammatico italiano († 1547)
- 1500 - Bernardino Cirillo, scrittore, storico e religioso italiano († 1575)

## XVI secolo(10)
- 1504 - Berardino Elvino, vescovo cattolico italiano († 1548)
- 1533 - Bernardino Pallantieri, vescovo cattolico italiano († 1619)
- 1536 - Shimazu Yoshitora, militare giapponese († 1585)
- 1540 - Gasparo da Salò, liutaio e contrabbassista italiano († 1609)
- 1550 - Simeone Tagliavia d'Aragona, cardinale e arcivescovo cattolico italiano († 1604)
- 1550 - Innocenzo a Prato, nobile, storico e letterato italiano († 1615)
- 1577 - Giovanni Battista Bertusio, pittore italiano († 1644)
- 1577 - Filippo de' Medici, principe italiano († 1582)
- 1581 - Federico I Gonzaga di Luzzara, nobile e militare italiano († 1630)
- 1584 - Sibilla Elisabetta di Württemberg, nobile († 1606)

## XVII secolo(16)
- 1607 - Ottavio Ferrari, archeologo, filologo e bibliotecario italiano († 1682)
- 1608 - Giuseppe Rendina, storico italiano
- 1609 - Giovanni Francesco Serra, II marchese di Strevi, nobile e militare italiano († 1656)
- 1612 - Bonifacio Agliardi, vescovo cattolico italiano († 1667)
- 1636 - Pier Matteo Petrucci, cardinale e vescovo cattolico italiano († 1701)
- 1639 - Lucantonio Porzio, medico italiano († 1723)
- 1660 - Marcantonio III Borghese, III principe di Sulmona, nobile italiano († 1729)
- 1662 - Pompilio Berlingieri, nobile e vescovo cattolico italiano († 1721)
- 1670 - Giuseppe Alaleona, letterato italiano († 1749)
- 1671 - Emmanuele Lebrecht di Anhalt-Köthen, principe tedesco († 1704)
- 1673 - Carlo Orazi, presbitero e missionario italiano († 1755)
- 1676 - Serafino Cenci, cardinale e arcivescovo cattolico italiano († 1740)
- 1677 - Lemau de la Jaisse, cartografo e incisore francese († 1745)
- 1682 - Ursin Durand, storico e monaco cristiano francese († 1771)
- 1687 - Domenico Pecchio, pittore italiano († 1760)
- 1697 - Francesco Scipione Maria Borghese, cardinale e arcivescovo cattolico italiano († 1759)

## XVIII secolo(39)
- 1714 - Henry Bathurst, II conte Bathurst, avvocato e politico inglese († 1794)
- 1714 - Alessandro Papacino D'Antoni, militare italiano († 1786)
- 1716 - Friedrich Samuel Bock, filosofo e teologo tedesco († 1785)
- 1723 - Antonio Asprucci, architetto italiano († 1808)
- 1723 - Francisco de Saldanha da Gama, cardinale e patriarca cattolico portoghese († 1776)
- 1726 - Gabriel-François Doyen, pittore francese († 1806)
- 1732 - Hedvig Catharina De la Gardie, nobildonna svedese († 1800)
- 1734 - Anton Janša, allevatore e pittore sloveno († 1773)
- 1736 - Carlo Crivelli, cardinale e arcivescovo cattolico italiano († 1818)
- 1739 - Girolamo Luigi Durazzo, politico italiano († 1809)
- 1743 - Toussaint Louverture, rivoluzionario haitiano († 1803)
- 1743 - Jules César Denis van Loo, pittore francese († 1821)
- 1754 - Hans Gram, compositore danese († 1804)
- 1754 - Elisa von der Recke, scrittrice tedesca († 1853)
- 1756 - Giacomo Baccari, presbitero e architetto italiano († 1822)
- 1763 - William Wellesley-Pole, III conte di Mornington, nobile e politico irlandese († 1845)
- 1764 - Michele Bassi, politico italiano († 1819)
- 1764 - Johann Gottfried Schadow, scultore tedesco († 1850)
- 1765 - Giovan Battista Dell'Era, pittore italiano († 1799)
- 1766 - Wolfgang Adam Töpffer, pittore e disegnatore svizzero († 1847)
- 1768 - Andreas Miaoulis, ammiraglio e politico greco († 1835)
- 1768 - Dolley Payne Todd Madison, first lady statunitense († 1849)
- 1770 - Anna Emilia di Anhalt-Köthen-Pless, nobile tedesca († 1830)
- 1770 - Ferdinand Fränzl, compositore, violinista e direttore d'orchestra tedesco († 1833)
- 1770 - Anton Friedrich Mittrowsky von Mittrowitz und Nemischl, politico e nobile boemo († 1842)
- 1772 - William Congreve, inventore inglese († 1828)
- 1775 - Therese von Sternbach, austriaca († 1829)
- 1776 - Simon Fraser, esploratore britannico († 1862)
- 1776 - Giuseppe di Hohenzollern-Hechingen, vescovo cattolico tedesco († 1836)
- 1780 - Bernardino Rivadavia, politico argentino († 1845)
- 1785 - Johan Wilhelm Zetterstedt, zoologo, entomologo e botanico svedese († 1874)
- 1789 - Marcellin Champagnat, presbitero francese († 1840)
- 1794 - Karl Julius Perleb, botanico e naturalista tedesco († 1845)
- 1795 - Pedro María Anaya, politico e militare messicano († 1854)
- 1796 - Clément Bonnand, missionario e vescovo cattolico francese († 1861)
- 1799 - Honoré de Balzac, scrittore, drammaturgo e critico letterario francese († 1850)
- 1799 - Raffaele Ginnari, patriota italiano († 1865)
- 1800 - Francis Baring, III barone Ashburton, banchiere e politico inglese († 1868)
- 1800 - Adelaide Tosi, soprano italiano († 1859)

## XIX secolo(154)
- 1802 - Emma di Anhalt-Bernburg-Schaumburg-Hoym, principessa tedesca († 1858)
- 1804 - Sebastiano Barozzi, presbitero, patriota e poeta italiano († 1884)
- 1804 - William Gilbert, scrittore britannico († 1890)
- 1805 - Giuseppe Ponzi, geologo e politico italiano († 1885)
- 1806 - John Stuart Mill, filosofo e economista britannico († 1873)
- 1808 - Thomas D. Rice, cabarettista statunitense († 1860)
- 1810 - Algernon Percy, VI duca di Northumberland, politico britannico († 1899)
- 1810 - Barbara Yelverton, XX baronessa Grey de Ruthyn, nobildonna inglese († 1858)
- 1811 - Alfred Domett, poeta e politico neozelandese († 1887)
- 1811 - Odoardo Fantacchiotti, scultore italiano († 1877)
- 1811 - Pietro Savi, botanico italiano († 1871)
- 1813 - Remigio Del Grosso, astronomo e poeta italiano († 1876)
- 1813 - William Smith, linguista e lessicografo britannico († 1893)
- 1815 - Juan Andrés Gelly y Obes, generale argentino († 1904)
- 1815 - Barthélemy Menn, pittore svizzero († 1893)
- 1815 - Raymond Adolphe Séré de Rivières, generale e ingegnere francese († 1895)
- 1817 - Edward Armitage, pittore inglese († 1896)
- 1817 - Christian Johansson, danzatore e coreografo russo († 1903)
- 1818 - Ėduard Ivanovič Totleben, generale russo († 1884)
- 1819 - Horace Jones, architetto inglese († 1887)
- 1819 - Diego Vitrioli, poeta italiano († 1898)
- 1821 - Giacinto Carini, politico e patriota italiano († 1880)
- 1822 - Frédéric Passy, politico e economista francese († 1912)
- 1822 - Bernardino Serafini, patriota, generale e politico italiano († 1906)
- 1825 - George Phillips Bond, astronomo statunitense († 1865)
- 1825 - Antoinette Brown Blackwell, religiosa e predicatrice statunitense († 1921)
- 1825 - Henry Huntly Haight, politico statunitense († 1878)
- 1826 - Félix-Auguste Clément, pittore francese († 1888)
- 1829 - Gaspare Finali, letterato, patriota e politico italiano († 1914)
- 1830 - Amalia di Sassonia-Weimar-Eisenach, principessa tedesca († 1872)
- 1830 - Hector Malot, scrittore francese († 1907)
- 1834 - Albert Niemann, chimico e farmacista tedesco († 1861)
- 1837 - Paolano Manassei, imprenditore, politico e poeta italiano († 1920)
- 1838 - Jules Méline, politico francese († 1925)
- 1838 - Giulio Cesare Sansoni, editore italiano († 1885)
- 1839 - Bernardino Caballero, militare e politico paraguaiano († 1912)
- 1839 - Geremia Discanno, pittore italiano († 1907)
- 1839 - Richard Sadebeck, micologo e botanico tedesco († 1905)
- 1841 - Enrico Bernardi, inventore italiano († 1919)
- 1841 - Raffaele Faraggiana, politico italiano († 1911)
- 1843 - Emil Adam, pittore tedesco († 1924)
- 1843 - Itō Sukeyuki, ammiraglio giapponese († 1914)
- 1843 - Albert Augustus Pope, imprenditore statunitense († 1909)
- 1843 - Giorgio Roster, scienziato e fotografo italiano († 1927)
- 1845 - Johan Henrik Deuntzer, politico danese († 1918)
- 1845 - Hermann Emminghaus, psichiatra tedesco († 1904)
- 1846 - Alexander von Kluck, generale tedesco († 1934)
- 1848 - Stefano Sommier, botanico, geografo e antropologo italiano († 1922)
- 1849 - Georges de Porto-Riche, scrittore e drammaturgo francese († 1930)
- 1850 - Enea Grazioso Lanfranconi, ingegnere e inventore italiano († 1895)
- 1851 - Emile Berliner, inventore tedesco († 1929)
- 1851 - Baldassarre Castiglioni, avvocato e politico italiano († 1938)
- 1851 - Rose Hawthorne Lathrop, religiosa statunitense († 1926)
- 1853 - Idelfonso Nieri, filologo italiano († 1920)
- 1855 - Santino Taveggia, missionario e vescovo cattolico italiano († 1928)
- 1855 - Hugo von Freytag-Loringhoven, generale tedesco († 1924)
- 1856 - Henri-Edmond Cross, pittore francese († 1910)
- 1856 - Karl von Kirchbach auf Lauterbach, generale austro-ungarico († 1939)
- 1857 - Mauro Del Giudice, giurista, magistrato e scrittore italiano († 1951)
- 1858 - Benedetto Baudi di Vesme, storico e ingegnere italiano († 1919)
- 1858 - Ansano Giovannelli, fantino italiano († 1911)
- 1858 - Albert Kamehameha, principe statunitense († 1862)
- 1860 - Eduard Buchner, chimico tedesco († 1917)
- 1861 - Henry Gantt, ingegnere meccanico statunitense († 1919)
- 1861 - Salvatore Ottolenghi, medico italiano († 1934)
- 1862 - Constant-Désiré Despradelle, architetto francese († 1912)
- 1863 - Liang Zhenpu, insegnante cinese († 1932)
- 1863 - Konstantin Satunin, zoologo russo († 1915)
- 1863 - Carlo Scotti, avvocato e politico italiano († 1940)
- 1864 - Vasilij Iosifovič Gurko, generale e nobile russo († 1937)
- 1867 - Serena Lederer, collezionista d'arte e mecenate austro-ungarica († 1943)
- 1868 - Karl Brandi, storico tedesco († 1946)
- 1868 - Jonas Staugaitis, politico lituano († 1952)
- 1869 - Gaston Darbour, pittore e incisore francese († 1964)
- 1869 - Joshua Pim, tennista irlandese († 1942)
- 1869 - Lev L'vovič Tolstoj, scrittore russo († 1945)
- 1870 - Hubert Brand, ammiraglio inglese († 1955)
- 1871 - Pierre Abattucci, pittore belga († 1942)
- 1871 - Ottavio Dinale, politico italiano († 1959)
- 1871 - Eugenio Giraldoni, baritono italiano († 1924)
- 1871 - George Washington, inventore statunitense († 1946)
- 1872 - Luigi Fulci, avvocato e politico italiano († 1930)
- 1872 - Wivi Lönn, architetto finlandese († 1966)
- 1872 - Albert Steinrück, attore tedesco († 1929)
- 1874 - Friedrich Hartogs, matematico tedesco († 1943)
- 1875 - George Buckley, crickettista britannico († 1955)
- 1875 - Hendrik Offerhaus, canottiere olandese († 1953)
- 1875 - Giulio Valli, ammiraglio e politico italiano († 1948)
- 1877 - Jean Dunand, artista svizzero († 1942)
- 1877 - Pat Leahy, altista, lunghista e triplista britannico († 1927)
- 1878 - Oronzo Andriani, generale e aviatore italiano († 1931)
- 1878 - Tom Smith, allevatore statunitense († 1957)
- 1879 - Billy Barnes, allenatore di calcio e calciatore inglese († 1962)
- 1879 - Hans Meerwein, chimico tedesco († 1965)
- 1880 - Pietro Pintor, generale italiano († 1940)
- 1880 - Louis Rauch, calciatore, allenatore di calcio e dirigente sportivo svizzero († 1952)
- 1881 - Władysław Sikorski, generale e politico polacco († 1943)
- 1882 - Sigrid Undset, scrittrice norvegese († 1949)
- 1883 - Pietro Biffis, medico, militare e politico italiano († 1937)
- 1883 - Stanley Fields, attore statunitense († 1941)
- 1883 - Otokar Fischer, poeta e critico letterario ceco († 1938)
- 1883 - Ruggero Verity, medico e entomologo italiano († 1959)
- 1884 - Isidoro Azzario, politico e sindacalista italiano
- 1884 - Giovanni Battista Lacchini, astronomo italiano († 1967)
- 1884 - Leon Schlesinger, produttore cinematografico e animatore statunitense († 1949)
- 1885 - Faysal I d'Iraq, re († 1933)
- 1885 - Alexander Löhr, generale austriaco († 1947)
- 1886 - John Jacob Astor, tennista britannico († 1971)
- 1886 - Alice Howell, attrice statunitense († 1961)
- 1886 - Erik Lindqvist, velista svedese († 1934)
- 1886 - Ali Sami Yen, allenatore di calcio e calciatore turco († 1951)
- 1886 - Giorgio Sinigaglia, medico e chirurgo italiano († 1970)
- 1887 - Ciro Cafforio, giornalista e archeologo italiano († 1963)
- 1887 - Paolino Pellanda, politico italiano († 1961)
- 1888 - Una Lucy Fielding, anatomista e neurologa australiana († 1969)
- 1888 - Mannes Francken, calciatore olandese († 1948)
- 1888 - Winfried Otto Schumann, fisico tedesco († 1974)
- 1889 - Felix Arndt, compositore e pianista statunitense († 1918)
- 1889 - Karin Molander, attrice e attrice teatrale svedese († 1978)
- 1890 - Hans Berr, militare e aviatore tedesco († 1917)
- 1890 - Ettore Lo Gatto, slavista, traduttore e critico letterario italiano († 1983)
- 1890 - Allan Nevins, storico e giornalista statunitense († 1971)
- 1890 - Georges Tainturier, schermidore francese († 1944)
- 1891 - Earl Browder, politico e sindacalista statunitense († 1973)
- 1891 - William Hauber, attore statunitense († 1929)
- 1891 - Per Skou, dirigente sportivo e calciatore norvegese († 1962)
- 1891 - Alberto Teisaire, militare e politico argentino († 1963)
- 1891 - Giorgio Turin, calciatore italiano († 1983)
- 1891 - Jack Wagner, sceneggiatore statunitense († 1963)
- 1892 - Harry Jacob Anslinger, funzionario e diplomatico statunitense († 1975)
- 1893 - Enrico Guardigli, calciatore italiano
- 1894 - Rose Cohen, giornalista inglese († 1937)
- 1894 - Alberto Maria Ghisalberti, storico e antifascista italiano († 1986)
- 1894 - Francesco Mercoli, sollevatore italiano († 1959)
- 1894 - Estelle Taylor, attrice statunitense († 1958)
- 1895 - Marcel Bataillon, ispanista e storico della letteratura francese († 1977)
- 1895 - Reginald Joseph Mitchell, ingegnere aeronautico britannico († 1937)
- 1897 - Camillo Berneri, filosofo, scrittore e anarchico italiano († 1937)
- 1897 - Diego Abad de Santillán, anarchico, scrittore e editore spagnolo († 1983)
- 1897 - Alma Lavenson, fotografa statunitense († 1989)
- 1897 - Malcolm Nokes, martellista e discobolo britannico († 1986)
- 1897 - Romolo Polacchini, ammiraglio italiano († 1968)
- 1897 - Bernardo Sartori, presbitero e missionario italiano († 1983)
- 1898 - Vincenzo Collura, mafioso italiano († 1957)
- 1898 - Joseph Murphy, religioso irlandese († 1981)
- 1899 - Aleksandr Aleksandrovič Dejneka, pittore, grafico e scultore sovietico († 1969)
- 1899 - Berthold Klinghofer, pittore rumeno († 1975)
- 1899 - Lydia Cabrera, scrittrice cubana († 1991)
- 1900 - Erika Cremer, fisica e chimica tedesca († 1996)
- 1900 - Luigi Carlo Daneri, architetto italiano († 1972)
- 1900 - Lorenzo Fernández, calciatore uruguaiano († 1973)
- 1900 - Mario Maccaferri, liutaio e chitarrista italiano († 1993)
- 1900 - Aram Yerganian, rivoluzionario armeno († 1934)
- 1900 - Giorgio di Borbone-Parma, principe e militare italiano († 1941)

## XX secolo(937)
- 1901 - Ferdinand Diehl, regista tedesco († 1992)
- 1901 - Max Euwe, scacchista e matematico olandese († 1981)
- 1901 - Hideo Shima, ingegnere e dirigente d'azienda giapponese († 1998)
- 1902 - Carlo d'Amelio, avvocato italiano († 1996)
- 1902 - Harold Miller, calciatore inglese († 1988)
- 1902 - Giovanni Pizzarelli, ciclista su strada italiano († 1963)
- 1903 - Bruto Carpigiani, ingegnere e progettista italiano († 1945)
- 1903 - Johann Horvath, calciatore austriaco († 1968)
- 1903 - Ernest Koliqi, scrittore, poeta e drammaturgo albanese († 1975)
- 1903 - Ethel Schwabacher, pittrice e scrittrice statunitense († 1984)
- 1904 - Margery Allingham, scrittrice inglese († 1966)
- 1904 - Edmondo Di Pillo, partigiano italiano († 1944)
- 1904 - Darwin LeOra Teilhet, scrittore statunitense († 1964)
- 1904 - Edouard Trebaol, attore statunitense († 1935)
- 1905 - Gerrit Achterberg, poeta olandese († 1962)
- 1905 - Maurice Banide, calciatore francese († 1995)
- 1905 - John Emery, attore statunitense († 1964)
- 1905 - Henri Guérin, schermidore francese († 1967)
- 1905 - Seni Pramoj, politico, giurista e avvocato thailandese († 1997)
- 1906 - Ellen Auerbach, fotografa tedesca († 2004)
- 1906 - René Jayet, regista francese († 1953)
- 1906 - Giuseppe Siri, cardinale e arcivescovo cattolico italiano († 1989)
- 1907 - Ellis Arnall, politico statunitense († 1992)
- 1907 - Rod Cless, clarinettista e sassofonista statunitense († 1944)
- 1907 - Hadj M'hamed El Anka, cantante algerino († 1978)
- 1907 - Angelo Gritti, scultore italiano († 1975)
- 1907 - Franz Jägerstätter, austriaco († 1943)
- 1907 - Carl Mydans, fotografo statunitense († 2004)
- 1907 - Jean Orieux, scrittore francese († 1990)
- 1907 - Tommaso Parini, militare e aviatore italiano († 1938)
- 1907 - Leone Sanavia, liutaio italiano († 2004)
- 1907 - Matteo Tonengo, politico e partigiano italiano († 1955)
- 1908 - Giacomo Corona, politico italiano († 1979)
- 1908 - Maria Cumani Quasimodo, attrice, danzatrice e poetessa italiana († 1995)
- 1908 - Bernard Glemser, scrittore britannico († 1990)
- 1908 - Ján Jamnický, attore, regista teatrale e sceneggiatore slovacco († 1972)
- 1908 - Paola Masino, scrittrice, traduttrice e librettista italiana († 1989)
- 1908 - Maria Adriana Prolo, storica del cinema italiana († 1991)
- 1908 - Mario Ricci, partigiano e politico italiano († 1989)
- 1908 - Erwin Stalder, calciatore svizzero († 1959)
- 1908 - James Stewart, attore statunitense († 1997)
- 1909 - Erich Kunz, baritono austriaco († 1995)
- 1910 - Algisto Lorenzato, calciatore brasiliano († 1960)
- 1911 - Gardner Fox, fumettista e scrittore statunitense († 1986)
- 1911 - Ubaldo Coppo, calciatore italiano
- 1911 - Agenore Fabbri, scultore e pittore italiano († 1998)
- 1911 - Milt Gabler, produttore discografico statunitense († 2001)
- 1911 - Annie M. G. Schmidt, scrittrice olandese († 1995)
- 1911 - Pietro Zappelli, calciatore italiano († 1975)
- 1912 - Rodolfo Blecich, calciatore italiano († 1959)
- 1912 - Moses Israel Finley, storico e etnologo statunitense († 1986)
- 1912 - Secondino Ortega García, presbitero spagnolo († 1936)
- 1912 - Chaim Perelman, filosofo polacco († 1984)
- 1912 - Nereo Rocco, calciatore e allenatore di calcio italiano († 1979)
- 1912 - Wilfrid Sellars, filosofo statunitense († 1989)
- 1912 - Kurt Heinrich Wolff, sociologo tedesco († 2003)
- 1913 - Teodoro Fernández, calciatore peruviano († 1996)
- 1913 - Juan Gimeno, ciclista su strada spagnolo († 1998)
- 1913 - Bill Hewlett, imprenditore e ingegnere statunitense († 2001)
- 1913 - Émile Jonassaint, politico haitiano († 1995)
- 1913 - Armando Latini, ciclista su strada e pistard italiano († 1966)
- 1913 - Bruno Pirazzoli, cestista italiano († 1999)
- 1913 - Isaak Pomerančuk, fisico sovietico († 1966)
- 1913 - Carlo Stagno d'Alcontres, politico italiano († 1981)
- 1913 - Jan Truhlář, calciatore cecoslovacco († 1982)
- 1914 - Mario Cavigliani, calciatore italiano
- 1914 - Corneliu Coposu, politico e giornalista romeno († 1995)
- 1914 - Hideko Maehata, nuotatrice giapponese († 1995)
- 1914 - Natalina Vacchi, partigiana italiana († 1944)
- 1915 - Moshe Dayan, generale e politico israeliano († 1981)
- 1915 - Salvatore Fausto Flaccovio, editore italiano († 1989)
- 1916 - Aleksej Petrovič Mares'ev, aviatore e militare sovietico († 2001)
- 1916 - Josef Orth, calciatore cecoslovacco
- 1916 - Giuseppe Ottaviani, atleta italiano († 2020)
- 1916 - Ondina Valla, ostacolista e velocista italiana († 2006)
- 1917 - Richard Cobb, storico e saggista britannico († 1996)
- 1917 - David McClelland, psicologo statunitense († 1998)
- 1917 - Seikichi Toguchi, karateka e maestro di karate giapponese († 1998)
- 1917 - Peter Trent, attore britannico
- 1918 - Carlo Egidi, scenografo e costumista italiano († 1988)
- 1918 - Patricia Ellis, attrice statunitense († 1970)
- 1918 - Edward Bok Lewis, genetista statunitense († 2004)
- 1918 - Eduardo Enrique Rodríguez, calciatore argentino († 2000)
- 1918 - Pavao Žanić, vescovo cattolico croato († 2000)
- 1919 - Lorenzo Fava, ufficiale e partigiano italiano († 1944)
- 1919 - Gustaw Herling-Grudziński, scrittore, giornalista e saggista polacco († 2000)
- 1919 - Jozo Lozovina Mosor, rivoluzionario croato († 1946)
- 1919 - Concetto Maugeri, artista italiano († 1951)
- 1919 - Cesarina Seppi, pittrice italiana († 2006)
- 1920 - Vittorio Borsetto, rugbista a 15 italiano
- 1920 - Max Corvo, militare statunitense († 1994)
- 1920 - John Cruickshank, militare e aviatore britannico († 2025)
- 1920 - Domenico Leccisi, giornalista, sindacalista e politico italiano († 2008)
- 1920 - Hephzibah Menuhin, pianista, attivista e scrittrice statunitense († 1981)
- 1920 - Ennio Pistoi, partigiano e antifascista italiano († 2009)
- 1921 - Pierino Beretta, partigiano italiano († 1944)
- 1921 - Wolfgang Borchert, scrittore tedesco († 1947)
- 1921 - Aldo Gordini, pilota automobilistico francese († 1995)
- 1921 - Hal Newhouser, giocatore di baseball statunitense († 1998)
- 1921 - Francesco Panitteri, magistrato e militare italiano († 1990)
- 1921 - Gerardo Sangiorgio, poeta e saggista italiano († 1993)
- 1921 - Wang Hao, matematico, logico e filosofo cinese († 1995)
- 1922 - Gabriel Ferrater, poeta spagnolo († 1972)
- 1922 - Ilo Mariotti, politico italiano († 1992)
- 1922 - Dick Mehen, cestista statunitense († 1986)
- 1922 - Cassio Morosetti, fumettista italiano († 2020)
- 1922 - Francesco Spinelli, politico italiano († 2009)
- 1922 - Börje Tapper, calciatore svedese († 1981)
- 1922 - Stan Waxman, cestista e allenatore di pallacanestro statunitense († 2013)
- 1923 - Edith Fellows, attrice statunitense († 2011)
- 1923 - Israel Gutman, storico polacco († 2013)
- 1923 - Sam Selvon, scrittore trinidadiano († 1994)
- 1924 - Freddy Borrás, cestista e allenatore di pallacanestro portoricano († 1999)
- 1924 - Ralph Hansch, hockeista su ghiaccio canadese († 2008)
- 1924 - Arthur Harnden, velocista statunitense († 2016)
- 1924 - Miloš Klimek, calciatore cecoslovacco († 1982)
- 1924 - Vincenzo Paladino, critico letterario e giornalista italiano († 2005)
- 1924 - Aldo Peruzzo, calciatore italiano († 2013)
- 1924 - Ivan Udodov, sollevatore sovietico († 1981)
- 1924 - Uco van Wijk, astronomo olandese († 1966)
- 1925 - Irene Aloisi, attrice italiana († 1980)
- 1925 - Celestino Celio, calciatore e allenatore di calcio italiano († 2008)
- 1925 - Aleksej Andreevič Tupolev, ingegnere aeronautico sovietico († 2001)
- 1925 - Gregory Yong, arcivescovo cattolico malaysiano († 2008)
- 1926 - Alberto Caracciolo, storico italiano († 2002)
- 1926 - Abdul Rahim Hatif, politico afghano († 2013)
- 1926 - Sami Ibrahim, cestista egiziano
- 1926 - Bob Sweikert, pilota automobilistico statunitense († 1956)
- 1927 - Floriano Calvino, ingegnere, geologo e giornalista italiano († 1988)
- 1927 - Gabriel Camps, storico francese († 2002)
- 1927 - Lindy Delapenha, calciatore giamaicano († 2017)
- 1927 - Bud Grant, cestista, giocatore di football americano e allenatore di football americano statunitense († 2023)
- 1927 - David Hedison, attore statunitense († 2019)
- 1927 - Franciszek Macharski, cardinale e arcivescovo cattolico polacco († 2016)
- 1927 - Michel Scheuer, canoista tedesco († 2015)
- 1928 - Luiz Carlos Barreto, fotografo e produttore cinematografico brasiliano
- 1928 - Rinaldo Seri, calciatore italiano († 2012)
- 1928 - Gaetano Vastola, mafioso statunitense
- 1929 - Francesco Berardi, brigatista italiano († 1979)
- 1929 - Sidney van den Bergh, astronomo canadese
- 1929 - Marcelino dos Santos, politico e rivoluzionario mozambicano († 2020)
- 1929 - Mario Gargano, politico italiano († 2018)
- 1929 - Larry Hennessy, cestista e allenatore di pallacanestro statunitense († 2008)
- 1929 - Charles Tilly, sociologo, politologo e storico statunitense († 2008)
- 1930 - Milič Blahout, alpinista cecoslovacco († 1978)
- 1930 - Yiya Murano, serial killer argentina († 2014)
- 1930 - Gioacchino Busin, fondista italiano († 2008)
- 1930 - Carl-Erik Eriksson, bobbista svedese († 2023)
- 1930 - Petrit Kumi, fotografo albanese
- 1930 - Yasushi Nagao, fotografo giapponese († 2009)
- 1930 - Alberto Pellegrino, schermidore e dirigente sportivo italiano († 1996)
- 1930 - Miguel Seijas, ex canottiere uruguaiano
- 1930 - Mate Trojanović, canottiere jugoslavo († 2015)
- 1930 - Massimiliano Vajro, giornalista e scrittore italiano († 2003)
- 1931 - Pietro Giannattasio, generale e politico italiano († 2004)
- 1931 - Umberto Granaglia, boccista italiano († 2008)
- 1931 - Chiharu Igaya, ex sciatore alpino, dirigente sportivo e dirigente d'azienda giapponese
- 1931 - Georgios Vassiliou, politico cipriota
- 1932 - Adriano De Zan, giornalista, telecronista sportivo e conduttore televisivo italiano († 2001)
- 1932 - Altan Dinçer, cestista e allenatore di pallacanestro turco († 2010)
- 1932 - Amélie Rorty, filosofa statunitense († 2020)
- 1932 - Pietro Pastorelli, storico italiano († 2013)
- 1932 - Ahmed Piro, cantante marocchino († 2024)
- 1932 - Carlo Quintavalle, giornalista e scrittore italiano († 1989)
- 1932 - Dieter Rams, designer tedesco
- 1932 - Antonio Suárez, ciclista su strada spagnolo († 1981)
- 1932 - Remo Tomasi, pattinatore di velocità su ghiaccio e arbitro di hockey su ghiaccio italiano († 2013)
- 1932 - Yosef Hayim Yerushalmi, storico statunitense († 2009)
- 1933 - Edmond Y. Farhat, arcivescovo cattolico libanese († 2016)
- 1933 - Franco Prete, scrittore e poeta italiano († 2008)
- 1933 - Constance Towers, attrice statunitense
- 1934 - René Bianchi, ex ciclista su strada francese
- 1934 - Michael J. Flynn, ingegnere e informatico statunitense
- 1934 - Damiano Potì, politico italiano
- 1934 - Tonino Valerii, regista e sceneggiatore italiano († 2016)
- 1935 - Aldo Bernardini, giurista e politico italiano († 2020)
- 1935 - Ivan Burigotto, ciclista su strada italiano († 2009)
- 1935 - Ezio Cardaioli, allenatore di pallacanestro italiano († 2023)
- 1935 - Tiberio Colantuoni, fumettista italiano († 2007)
- 1935 - José Mujica, politico e guerrigliero uruguaiano († 2025)
- 1935 - Renato Risaliti, storico, scrittore e docente italiano († 2020)
- 1935 - Mario Rossi, calciatore italiano († 1998)
- 1936 - Jean Durry, storico e scrittore francese
- 1936 - Luís Gonzaga Bergonzini, vescovo cattolico brasiliano († 2012)
- 1936 - Oleg Karavaev, lottatore sovietico († 1978)
- 1936 - Silvio Laurenzi, costumista e attore italiano († 2021)
- 1936 - Anthony Zerbe, attore statunitense
- 1937 - Iuri Akobia, compositore di scacchi georgiano († 2014)
- 1937 - Helmut Baumann, botanico tedesco († 2014)
- 1937 - Maria Teresa Horta, scrittrice e poetessa portoghese († 2025)
- 1937 - Anne Morton, ex nuotatrice britannica
- 1938 - Rainer Basedow, attore e doppiatore tedesco († 2022)
- 1938 - Furio Cerutti, filosofo italiano
- 1938 - Stien Kaiser, pattinatrice di velocità su ghiaccio olandese († 2022)
- 1938 - Astrid Kirchherr, fotografa e artista tedesca († 2020)
- 1938 - Rocco Melideo, ex calciatore italiano
- 1938 - Giancarlo Prato, ex calciatore italiano
- 1938 - Glauco Sansovini, politico sammarinese († 2019)
- 1938 - Bernhard Schulze, ex canoista tedesco
- 1938 - Nancy Simons, ex nuotatrice statunitense
- 1939 - Paola Bacci, attrice italiana († 2024)
- 1939 - Hanna Eigel, ex pattinatrice artistica su ghiaccio austriaca
- 1939 - Armanno Favalli, calciatore italiano († 1965)
- 1940 - Angelo Gino Agnese, anarchico, attivista e fisico italiano († 2001)
- 1940 - Claude Dagens, vescovo cattolico francese
- 1940 - Otto Jelinek, ex pattinatore artistico su ghiaccio e politico canadese
- 1940 - Lill Lindfors, cantante e attrice svedese
- 1940 - Stan Mikita, hockeista su ghiaccio canadese († 2018)
- 1940 - Dominique Nguyễn Chu Trinh, vescovo cattolico vietnamita
- 1940 - Aldo Pancheri, pittore e incisore italiano
- 1940 - Karl Anton Rickenbacher, direttore d'orchestra svizzero († 2014)
- 1940 - Leonard Susskind, fisico statunitense
- 1940 - Sadaharu Ō, giocatore di baseball e allenatore di baseball taiwanese
- 1941 - Imants Bodnieks, ex pistard lettone
- 1941 - Martin Carthy, chitarrista e cantante britannico
- 1941 - Raymond Forni, avvocato e politico francese († 2008)
- 1941 - Goh Chok Tong, politico singaporiano
- 1941 - Jean-Pierre Grallet, arcivescovo cattolico francese
- 1941 - Janko Nilović, pianista, compositore e arrangiatore francese
- 1941 - Mario Perniola, filosofo e scrittore italiano († 2018)
- 1941 - John Strasberg, attore, regista e insegnante statunitense
- 1942 - Gian Piero Brunetta, critico cinematografico e storico del cinema italiano
- 1942 - Lynn Davies, ex lunghista britannico
- 1942 - Nancy Fleming, ex modella statunitense
- 1942 - Carlos Hathcock, militare statunitense († 1999)
- 1942 - Leroy Kelly, ex giocatore di football americano statunitense
- 1942 - Anna Maria Maiolino, artista brasiliana
- 1942 - Frew McMillan, ex tennista sudafricano
- 1942 - David Proval, attore statunitense
- 1942 - Spasoje Samardžić, ex calciatore jugoslavo
- 1942 - Shirley Stobs, ex nuotatrice statunitense
- 1943 - Al Bano, cantautore, personaggio televisivo e attore italiano
- 1943 - Justin Cartwright, scrittore, regista e sceneggiatore britannico († 2018)
- 1943 - Francesca Romana Coluzzi, attrice, stuntwoman e scenografa italiana († 2009)
- 1943 - Imata Kabua, politico marshallese († 2019)
- 1943 - Holmfrid Olsson, biatleta svedese († 2009)
- 1944 - Stefano Albanese, ex cestista italiano
- 1944 - Josef Benz, bobbista svizzero († 2021)
- 1944 - Marilyn Black, ex velocista australiana
- 1944 - Guzmán Carriquiry Lecour, avvocato, giornalista e funzionario uruguaiano
- 1944 - Joe Cocker, cantante e musicista britannico († 2014)
- 1944 - Severino Galante, politico italiano
- 1944 - Boudewijn de Groot, cantautore olandese
- 1944 - Ferenc Hammang, ex schermidore ungherese
- 1944 - Dietrich Mateschitz, imprenditore austriaco († 2022)
- 1944 - Sandro Parenzo, editore, produttore televisivo e sceneggiatore italiano
- 1944 - Franco Sborgi, critico d'arte italiano († 2013)
- 1944 - Michael Segerström, attore, regista teatrale e scrittore svedese
- 1944 - Mario Ursino, storico dell'arte, saggista e critico d'arte italiano († 2019)
- 1944 - David Walker, astronauta statunitense († 2001)
- 1944 - Qi Wusheng, allenatore di calcio e ex calciatore cinese
- 1945 - Harold Ford, politico statunitense
- 1945 - Wally Herger, politico statunitense
- 1945 - Viktor Luferov, poeta, musicista e cantautore russo († 2010)
- 1945 - Vladimiro Montesinos, politico peruviano
- 1945 - Marco Pisetta, brigatista e collaboratore di giustizia italiano († 1990)
- 1945 - Anna Maria, cantante italiana
- 1945 - Renato Teixeira, cantautore brasiliano
- 1945 - Alejo Vidal-Quadras Roca, fisico e politico spagnolo
- 1945 - Anton Zeilinger, fisico austriaco
- 1946 - Bakhvain Buyadaa, ex judoka mongolo
- 1946 - Cher, cantautrice, attrice e produttrice discografica statunitense
- 1946 - George Lusztig, matematico romeno
- 1946 - Nicolás Novello, allenatore di calcio e ex calciatore italiano
- 1946 - Haim Reitan, medico e traduttore italiano
- 1946 - José Manuel Delgado Rivera, allenatore di calcio e calciatore spagnolo († 2004)
- 1946 - Francesco Paolo Voccoli, politico italiano
- 1947 - Robert Bouloux, ex ciclista su strada francese
- 1947 - Joseph Buttigieg, filologo, critico letterario e traduttore maltese († 2019)
- 1947 - Nancy Fraser, filosofa statunitense
- 1947 - Gioacchino Natoli, ex magistrato italiano
- 1947 - Bernhard Paul, regista e circense austriaco
- 1947 - Mario Polia, storico, antropologo e archeologo italiano
- 1947 - Michel Périn, ex ciclista su strada francese
- 1947 - Miriam Shlesinger, linguista e traduttrice statunitense († 2012)
- 1947 - Teemu Sippo, vescovo cattolico finlandese
- 1947 - Walter Siti, scrittore, critico letterario e saggista italiano
- 1947 - Sky du Mont, attore tedesco
- 1948 - Jon Amiel, regista e produttore televisivo britannico
- 1948 - Sam Gejdenson, politico statunitense
- 1948 - Tesshō Genda, attore e doppiatore giapponese
- 1948 - Mike Lafferty, ex sciatore alpino statunitense
- 1948 - Will Lyman, attore e doppiatore statunitense
- 1948 - Manuel Ortiz, schermidore cubano († 2008)
- 1948 - Aleksandr Timošinin, canottiere sovietico († 2021)
- 1948 - Lorenzo Voltolini Esti, arcivescovo cattolico italiano
- 1949 - Luigi Angeletti, ex politico italiano
- 1949 - Valter Bielli, politico italiano
- 1949 - Joe Higgins, politico irlandese
- 1949 - Martin Lang, ex schermidore statunitense
- 1949 - István Major, altista ungherese († 2014)
- 1949 - Mary Pope Osborne, scrittrice statunitense
- 1949 - Giuliano Pisapia, politico, avvocato e giornalista italiano
- 1949 - Nick Rahall, politico statunitense
- 1949 - Michèle Roberts, scrittrice e poetessa inglese
- 1949 - Kiril Stankov, calciatore bulgaro († 1992)
- 1949 - Dave Thomas, regista e comico canadese
- 1950 - Alphonse Bilé, ex cestista, allenatore di pallacanestro e dirigente sportivo ivoriano
- 1950 - Warren Cann, batterista, compositore e produttore discografico canadese
- 1950 - Chris Collins, politico statunitense
- 1950 - Erri De Luca, scrittore, giornalista e poeta italiano
- 1950 - Miguel del Río, allenatore di pallacanestro cubano († 2022)
- 1950 - Patrice Donnelly, attrice e ex ostacolista statunitense
- 1950 - Andy Johns, tecnico del suono britannico († 2013)
- 1950 - Jhala Nath Khanal, politico nepalese
- 1950 - Reinaldo Merlo, allenatore di calcio e ex calciatore argentino
- 1950 - Wei Jingsheng, attivista cinese
- 1951 - Thomas Akers, ex astronauta statunitense
- 1951 - Nino Caricato, allenatore di hockey su pista e ex hockeista su pista italiano
- 1951 - Mike Crapo, politico statunitense
- 1951 - Lello Di Gioia, politico italiano
- 1951 - Steve Jackson, autore di giochi e scrittore britannico
- 1951 - Peter Ollerton, allenatore di calcio e ex calciatore australiano
- 1951 - Adolfo Perazzo, ex cestista argentino
- 1951 - Carlos Eloir Peruci, calciatore brasiliano († 2017)
- 1951 - Thomas Woodcock, genealogista inglese
- 1952 - Walter Isaacson, scrittore, giornalista e biografo statunitense
- 1952 - Roger Milla, dirigente sportivo, allenatore di calcio e ex calciatore camerunese
- 1952 - Nicholas Ostler, linguista e scrittore britannico
- 1952 - Rick Upchurch, ex giocatore di football americano statunitense
- 1952 - Vadzim Žuk, ex arbitro di calcio bielorusso
- 1953 - Serge Muhmenthaler, ex calciatore e arbitro di calcio svizzero
- 1953 - Mariangela Piancastelli, ex cestista italiana
- 1953 - Patrizia Valduga, poetessa e traduttrice italiana
- 1953 - Nazzareno Verzini, ex calciatore italiano
- 1953 - Marco Zuccarini, direttore d'orchestra italiano
- 1953 - Ferruccio de Bortoli, giornalista e saggista italiano
- 1954 - Esko Aho, politico finlandese
- 1954 - Julie Brougham, cavallerizza neozelandese († 2021)
- 1954 - Sergio Fumagalli, politico italiano
- 1954 - Angelo Giorgianni, ex magistrato e politico italiano
- 1954 - Cindy McCain, diplomatica e imprenditrice statunitense
- 1954 - Günther Neuberger, ex bobbista tedesco
- 1954 - João Batista Nunes de Oliveira, ex calciatore brasiliano
- 1954 - David Paterson, politico statunitense
- 1954 - Vladimir Smirnov, schermidore sovietico († 1982)
- 1954 - Fabrizio Temperini, doppiatore, direttore del doppiaggio e attore italiano
- 1954 - Robert Van de Walle, ex judoka belga
- 1955 - Diego Abatantuono, attore, conduttore televisivo e comico italiano
- 1955 - Anton Corbijn, fotografo e regista olandese
- 1955 - Karl-Heinz Geils, allenatore di calcio e ex calciatore tedesco
- 1955 - Anne Jøtun, giocatrice di curling norvegese
- 1955 - Massimo Moriconi, bassista italiano
- 1955 - Giancarlo Olivotto, ex calciatore italiano
- 1955 - Pierantonio Pavanello, vescovo cattolico italiano
- 1955 - Matthias Politycki, scrittore tedesco
- 1955 - Zbigniew Preisner, compositore polacco
- 1955 - Jackie Robinson, ex cestista statunitense
- 1956 - Boris Akunin, scrittore e iamatologo russo
- 1956 - Ingvar Ambjørnsen, scrittore norvegese († 2025)
- 1956 - Gerardo Antonazzo, vescovo cattolico italiano
- 1956 - Alireza Avayi, politico iraniano
- 1956 - Dean Butler, attore e produttore televisivo canadese
- 1956 - John C. Carney Jr., politico statunitense
- 1956 - Ihor Duhinec, ex discobolo sovietico
- 1956 - Pål Jacobsen, ex calciatore norvegese
- 1956 - Greg Massialas, ex schermidore e maestro di scherma statunitense
- 1956 - Shefiu Mohammed, ex calciatore nigeriano
- 1956 - Gonario Nieddu, politico italiano
- 1956 - Gerry Peyton, allenatore di calcio e ex calciatore irlandese
- 1956 - Nellie Pou, politica statunitense
- 1956 - Alessandro Rubino, politico italiano
- 1956 - Tomáš Šmíd, ex tennista cecoslovacco
- 1956 - Marlene Zuk, biologa statunitense
- 1957 - Cinzia Bruno, attrice italiana
- 1957 - Dermot Gallagher, ex arbitro di calcio irlandese
- 1957 - Gudrun Gut, musicista, disc jockey e cantante tedesca
- 1957 - Evans Kidero, politico keniota
- 1957 - Gea Martire, attrice italiana
- 1957 - Yoshihiko Noda, politico giapponese
- 1957 - Lucélia Santos, attrice e regista brasiliana
- 1957 - Bill Willoughby, ex cestista statunitense
- 1957 - Dubravka Šuica, politica croata
- 1958 - Mohamed Chaïb, ex calciatore algerino
- 1958 - Aleksej Gus'kov, attore e produttore cinematografico russo
- 1958 - Judy Kuhn, attrice, cantante e doppiatrice statunitense
- 1958 - Matt McCoy, attore statunitense
- 1958 - Frank Medrano, attore statunitense
- 1958 - Hildegard Schroedter, attrice tedesca
- 1958 - Jane Wiedlin, cantante, chitarrista e attrice statunitense
- 1959 - Claudio Capponi, violista e compositore italiano
- 1959 - Manuela Falorni, ex attrice pornografica italiana
- 1959 - Israel Kamakawiwo'ole, cantante e musicista statunitense († 1997)
- 1959 - Juan Carlos Letelier, ex calciatore cileno
- 1959 - Konrad Ott, filosofo e umanista tedesco
- 1959 - Bronson Pinchot, attore statunitense
- 1959 - Andrea Prandstraller, regista e sceneggiatore italiano
- 1959 - Axel Schulz, ex calciatore tedesco orientale
- 1960 - John Billingsley, attore statunitense
- 1960 - Philippe Blain, ex pallavolista e allenatore di pallavolo francese
- 1960 - Carlo Bondavalli, esploratore, fotografo e canoista italiano
- 1960 - Tony Goldwyn, attore e regista statunitense
- 1960 - Deborah Jevans, ex tennista britannica
- 1960 - Ėdem Muradasilov, ex canoista sovietico
- 1960 - Jay Schellen, batterista statunitense
- 1960 - Steve Trumbo, ex cestista e allenatore di pallacanestro statunitense
- 1961 - Clive Allen, ex calciatore, allenatore di calcio e dirigente sportivo britannico
- 1961 - Attilio Caja, allenatore di pallacanestro e dirigente sportivo italiano
- 1961 - Peter Diamandis, ingegnere, medico e imprenditore statunitense
- 1961 - Esposito Bros., fumettista italiano
- 1961 - Lisa Kron, drammaturga, paroliera e attrice statunitense
- 1961 - Maurizio Milani, comico, scrittore e attore teatrale italiano
- 1961 - Bernard Occelli, ex copilota di rally francese
- 1961 - Roberta Pinotti, politica italiana
- 1961 - Anna Signeul, allenatrice di calcio e ex calciatrice svedese
- 1961 - Owen Teale, attore gallese
- 1961 - Dan Wilson, cantautore, polistrumentista e produttore discografico statunitense
- 1962 - Massimo Cotto, giornalista, disc jockey e scrittore italiano († 2024)
- 1962 - Aleksandr Viktorovič Dedjuško, attore russo († 2007)
- 1962 - Christiane F., scrittrice e musicista tedesca
- 1962 - Giuseppe Manarin, allenatore di calcio e ex calciatore italiano
- 1962 - Doug Muirhead, ex calciatore e ex giocatore di calcio a 5 canadese
- 1962 - Sergej Stadler, violinista, docente e direttore d'orchestra russo
- 1962 - Hiroyuki Tsujiya, allenatore di calcio e ex calciatore giapponese
- 1963 - Alessandro De Santis, ex pugile italiano
- 1963 - Tito Giliberto, giornalista e scrittore italiano
- 1963 - Marco van der Hulst, ex ciclista su strada e pistard olandese
- 1963 - Paolo Nori, scrittore, traduttore e blogger italiano
- 1963 - Bob Ormsby, ex sciatore alpino statunitense
- 1963 - Gianfranco Pannone, regista italiano
- 1963 - Oscar Domingo Sarlinga, vescovo cattolico argentino
- 1963 - Gintautas Umaras, ex pistard lituano
- 1963 - Juan Verzeri, allenatore di calcio uruguaiano
- 1963 - David Wells, giocatore di baseball statunitense
- 1964 - Miodrag Belodedici, ex calciatore rumeno
- 1964 - Ol'ga Bogoslovskaja, ex velocista russa
- 1964 - Javier García Coll, ex cestista e allenatore di pallacanestro spagnolo
- 1964 - Fabienne Godet, regista e sceneggiatrice francese
- 1964 - Petr Kellner, imprenditore ceco († 2021)
- 1964 - Vesela Lečeva, ex tiratrice a segno bulgara
- 1964 - Monica Maggioni, giornalista e conduttrice televisiva italiana
- 1964 - Pierpaolo Pedroni, rugbista a 15 e arbitro di rugby a 15 italiano († 2009)
- 1964 - Fatemeh Rahbar, politica iraniana († 2020)
- 1964 - Paul William Richards, ex astronauta e ingegnere statunitense
- 1964 - Charles Spencer, IX conte Spencer, nobile inglese
- 1964 - P. T. Usha, ex velocista, ex ostacolista e politica indiana
- 1964 - Luca Valtorta, giornalista italiano
- 1965 - Kristina Andersson, ex sciatrice alpina svedese
- 1965 - Natella Boltjanskaja, cantautrice, conduttrice radiofonica e giornalista russa
- 1965 - Fausto Bormetti, ex fondista italiano
- 1965 - Roberta Brunet, ex mezzofondista italiana
- 1965 - Antonio Gramsci, musicista e scrittore russo
- 1965 - Leo Gudas, ex hockeista su ghiaccio ceco
- 1965 - Yūji Itō, ex calciatore giapponese
- 1965 - Bouli Lanners, attore, regista e sceneggiatore belga
- 1965 - Antonio López Alfaro, ex calciatore spagnolo
- 1965 - Bruno Marie-Rose, ex velocista francese
- 1965 - Dagmar Ophardt, ex schermitrice tedesca
- 1965 - Dan Riisnes, ex calciatore norvegese
- 1965 - Shunsuke Sakuya, attore e doppiatore giapponese
- 1965 - Paolo Seganti, attore italiano
- 1965 - Jean-Charles Trouabal, ex velocista francese
- 1966 - Peter Artner, ex calciatore austriaco
- 1966 - Riccardo Chartroux, giornalista italiano
- 1966 - Mindy Cohn, attrice, cabarettista e doppiatrice statunitense
- 1966 - Dan Abrams, giornalista, imprenditore e conduttore televisivo statunitense
- 1966 - Rahile Dawut, antropologa e etnografa cinese
- 1966 - Derrek Hamilton, ex cestista statunitense
- 1966 - Per-Ove Ludvigsen, procuratore sportivo, dirigente sportivo e ex calciatore norvegese
- 1966 - Enrico Remmert, scrittore italiano
- 1966 - José Manuel Rodríguez Ibáñez, ex atleta paralimpico spagnolo
- 1966 - Dario Scardapane, sceneggiatore e produttore televisivo statunitense
- 1967 - Gianluca Berti, dirigente sportivo e ex calciatore italiano
- 1967 - Graham Brady, politico britannico
- 1967 - Guido Curtarello, ex cestista italiano
- 1967 - Paolo di Grecia, principe greco
- 1967 - Marat Khusainov, generale kazako
- 1967 - Claudio Moneta, attore, doppiatore e direttore del doppiaggio italiano
- 1967 - Gabriele Muccino, regista e sceneggiatore italiano
- 1967 - Stephanie Niznik, attrice statunitense († 2019)
- 1967 - Patrick Ortlieb, ex sciatore alpino, politico e dirigente sportivo austriaco
- 1967 - Rubén Vallejos, ex calciatore cileno
- 1967 - Tommy Wieringa, scrittore olandese
- 1967 - Michael Zampino, regista e sceneggiatore italiano
- 1967 - Morena Zapparoli, conduttrice televisiva, autrice televisiva e blogger italiana
- 1968 - Célio Silva, ex calciatore brasiliano
- 1968 - Citizen Cope, cantautore statunitense
- 1968 - Andrea Di Giuseppe, politico e imprenditore italiano
- 1968 - Ólafur Kristjánsson, allenatore di calcio e ex calciatore islandese
- 1968 - Valeriu Lazăr, politico moldavo
- 1968 - Giōrgos Mposganas, ex cestista greco
- 1968 - J. T. Rogers, drammaturgo statunitense
- 1968 - Waisale Serevi, ex rugbista a 15 figiano
- 1968 - Artur Wojdat, ex nuotatore polacco
- 1968 - Macula, ex calciatore brasiliano
- 1969 - Simone Bachini, produttore cinematografico italiano
- 1969 - Davide Bellini, ex pallavolista italiano
- 1969 - Francisco Cabello, dirigente sportivo e ex ciclista su strada spagnolo
- 1969 - Antonio Diogo, ex calciatore angolano
- 1969 - Laurent Dufaux, ex ciclista su strada svizzero
- 1969 - Gilles Hampartzoumian, ex calciatore francese
- 1969 - Road Dogg, ex wrestler statunitense
- 1969 - Alberto López Fernández, allenatore di calcio e ex calciatore spagnolo
- 1969 - Alberto Mancini, allenatore di tennis e ex tennista argentino
- 1969 - Davor Marcelić, ex cestista croato
- 1969 - Mark Walker, politico statunitense
- 1969 - Joey Waronker, batterista e produttore discografico statunitense
- 1970 - Crissy Ahmann-Leighton, ex nuotatrice statunitense
- 1970 - Terrell Brandon, ex cestista statunitense
- 1970 - Alberto Coto García, spagnolo
- 1970 - Ryūichi Kawamura, cantante, compositore e attore giapponese
- 1970 - Olena Svyrydova, ex cestista ucraina
- 1971 - Amer Al Kaabi, ex calciatore qatariota
- 1971 - Niklas Andersson, ex hockeista su ghiaccio svedese
- 1971 - Ciro Ceruti, attore e regista teatrale italiano
- 1971 - Šárka Kašpárková, ex triplista e altista ceca
- 1971 - Peppino Mazzotta, attore italiano
- 1971 - Paweł Mykietyn, clarinettista e compositore polacco
- 1971 - Roberto Pistore, ex ciclista su strada italiano
- 1971 - Resul Pookutty, tecnico del suono e compositore indiano
- 1971 - Jorge Humberto Rodríguez, allenatore di calcio e ex calciatore salvadoregno
- 1971 - Tony Stewart, pilota automobilistico statunitense
- 1971 - Massimo Tarantino, dirigente sportivo e ex calciatore italiano
- 1971 - Deda, disc jockey, rapper e produttore discografico italiano
- 1972 - Bård Borgersen, allenatore di calcio e ex calciatore norvegese
- 1972 - Serghei Cleșcenco, allenatore di calcio e ex calciatore moldavo
- 1972 - Michael Diamond, tiratore a volo australiano
- 1972 - Rodrigo Dias Carneiro, ex calciatore brasiliano
- 1972 - Christophe Dominici, rugbista a 15 e allenatore di rugby a 15 francese († 2020)
- 1972 - Peter Fröberg Idling, scrittore svedese
- 1972 - Gianluca Grassadonia, allenatore di calcio e ex calciatore italiano
- 1972 - Paul Lewis, pianista inglese
- 1972 - Andreas Lundstedt, cantante svedese
- 1972 - Busta Rhymes, rapper, produttore discografico e attore statunitense
- 1972 - Natal'ja Svinuchova, ex cestista russa
- 1972 - Zdeněk Svoboda, ex calciatore ceco
- 1973 - Nuris Arias, pallavolista dominicana
- 1973 - Eleonora Benfatto, ex modella e conduttrice televisiva italiana
- 1973 - Mara Cunningham, ex cestista statunitense
- 1973 - Håvard Halvorsen, ex calciatore norvegese
- 1973 - Keisuke Kurihara, allenatore di calcio e ex calciatore giapponese
- 1973 - Tat'jana Lebedeva, ex sciatrice alpina russa
- 1973 - Elsa Lunghini, attrice e cantante francese
- 1973 - Patricia Navidad, attrice e cantante messicana
- 1973 - Roger Nordstrand, ex calciatore svedese
- 1973 - Samuele Papi, allenatore di pallavolo e ex pallavolista italiano
- 1973 - Jun'ichi Watanabe, ex calciatore giapponese
- 1973 - James Watkins, sceneggiatore e regista britannico
- 1974 - Gordana Bogojević, cestista jugoslava († 2009)
- 1974 - Francesca Ciocchetti, attrice italiana
- 1974 - Alessandro Colucci, politico italiano
- 1974 - Aleksa Gajić, fumettista, pittore e regista serbo
- 1974 - Ben Goldacre, medico, divulgatore scientifico e blogger britannico
- 1974 - Elena Hila, pesista rumena
- 1974 - Franco Loja, naturalista, imprenditore e attivista italiano († 2017)
- 1974 - Stanislav Markelov, giornalista e avvocato russo († 2009)
- 1974 - Federico Stagi, ex hockeista su pista italiano
- 1974 - Mikael Stanne, chitarrista e cantante svedese
- 1975 - Prisca Agustoni, scrittrice e poetessa svizzera
- 1975 - Eva Antoničová, ex cestista ceca
- 1975 - Ralph Firman, ex pilota automobilistico irlandese
- 1975 - Isaac Gálvez, ciclista su strada e pistard spagnolo († 2006)
- 1975 - Valerio Guagnelli, pallavolista sammarinese
- 1975 - Raphaël Jéchoux, ex rugbista a 15 e procuratore sportivo francese
- 1975 - Camilla Laureti, politica italiana
- 1975 - Šura, cantante russo
- 1975 - Juan Minujín, attore e regista argentino
- 1975 - Tahmoh Penikett, attore canadese
- 1975 - Graham Potter, allenatore di calcio e ex calciatore inglese
- 1975 - Miriam Quiambao, modella, conduttrice televisiva e attrice filippina
- 1975 - José Manuel Rey, ex calciatore venezuelano
- 1976 - Luca Barbieri, scrittore, fumettista e sceneggiatore italiano
- 1976 - Louis Bullock, ex cestista statunitense
- 1976 - Sally Farmer, ex cestista neozelandese
- 1976 - Tony Foresta, cantante statunitense
- 1976 - Naoko Imoto, ex nuotatrice giapponese
- 1976 - Kiara Mia, attrice pornografica statunitense
- 1976 - Fabio Rustico, ex calciatore e politico italiano
- 1976 - Virpi Kuitunen, ex fondista finlandese
- 1977 - Paweł Baraszkiewicz, canoista polacco
- 1977 - René Benko, imprenditore austriaco
- 1977 - Francesca Bielli, doppiatrice, attrice e direttrice del doppiaggio italiana
- 1977 - Najeh Braham, ex calciatore tunisino
- 1977 - Matt Czuchry, attore statunitense
- 1977 - Leo Franco, allenatore di calcio, dirigente sportivo e ex calciatore argentino
- 1977 - Angela Goethals, attrice statunitense
- 1977 - Raffaele de Gregorio, ex calciatore neozelandese
- 1977 - Nedžad Gušić, ex cestista bosniaco
- 1977 - Marcel Kars, hockeista su ghiaccio canadese
- 1977 - Alessandro Leogrande, scrittore e giornalista italiano († 2017)
- 1977 - Miriam Leonard, grecista britannica
- 1977 - Stirling Mortlock, ex rugbista a 15 australiano
- 1977 - Chad Muska, skater statunitense
- 1977 - Serghei Rogaciov, allenatore di calcio e ex calciatore moldavo
- 1977 - Sanna Stén, canottiera finlandese
- 1977 - Raman Trapačkin, ex calciatore bielorusso
- 1977 - Giusy Versace, atleta paralimpica, conduttrice televisiva e politica italiana
- 1978 - Harold Blackmon, ex giocatore di football americano statunitense
- 1978 - Ruben Boumtje-Boumtje, ex cestista camerunese
- 1978 - Guerlain Chicherit, ex sciatore e pilota automobilistico francese
- 1978 - Schea Cotton, ex cestista statunitense
- 1978 - Mike Flanagan, regista, sceneggiatore e montatore statunitense
- 1978 - Pavla Hamáčková, astista ceca
- 1978 - Martin Lopez, batterista svedese
- 1978 - Nils Schumann, mezzofondista tedesco
- 1979 - Alfons Alzamora, cestista spagnolo
- 1979 - Alexandre Aubert, biatleta francese
- 1979 - Iván Furios, ex calciatore argentino
- 1979 - Marija Gabriel, politica bulgara
- 1979 - Jan Kuyckx, ex ciclista su strada belga
- 1979 - Mattia Notari, dirigente sportivo e ex calciatore italiano
- 1979 - Jana Pallaske, attrice e cantante tedesca
- 1979 - Mark Petrie, compositore neozelandese
- 1979 - Andrew Scheer, politico canadese
- 1979 - Yoshinari Takagi, ex calciatore giapponese
- 1980 - Petr Benát, calciatore ceco
- 1980 - Christelle Bosker, ex atleta paralimpica sudafricana
- 1980 - Cédric Charpilloz, giocatore di football americano svizzero
- 1980 - Florante Condes, pugile filippino
- 1980 - Matt Deakin, canottiere statunitense
- 1980 - Benjamin Genton, ex calciatore francese
- 1980 - Jacey Harper, ex velocista trinidadiano
- 1980 - Elad Hasin, allenatore di pallacanestro israeliano
- 1980 - Agnes Kittelsen, attrice norvegese
- 1980 - Gerhard Mayer, discobolo austriaco
- 1980 - Juliana Pasha, cantante albanese
- 1980 - Cauã Reymond, attore e modello brasiliano
- 1980 - Mahmoud Shelbaieh, ex calciatore giordano
- 1980 - Daya Vaidya, attrice statunitense
- 1980 - Lucy Walters, attrice britannica
- 1980 - Sturla Ásgeirsson, pallamanista islandese
- 1981 - Philemon Baaru, ex maratoneta keniota
- 1981 - Pascal Berenguer, ex calciatore francese
- 1981 - Sylvere Bryan, cestista dominicense
- 1981 - Iker Casillas, ex calciatore spagnolo
- 1981 - Leonardo Di Lorenzo, ex calciatore argentino
- 1981 - Najla bint Hamad Al Khalifa, nobildonna bahreinita
- 1981 - Morgan Knabe, nuotatore canadese
- 1981 - Klæmint Matras, ex calciatore faroese
- 1981 - Ottessa Moshfegh, scrittrice e saggista statunitense
- 1981 - Rachel Platten, cantautrice e scrittrice statunitense
- 1981 - Carmen Souza, cantante portoghese
- 1981 - Tomáš Starosta, hockeista su ghiaccio slovacco
- 1981 - Lindsay Taylor, ex cestista e allenatrice di pallacanestro statunitense
- 1981 - Olesja Veličko, pentatleta russa
- 1981 - Wu Ying, imprenditrice cinese
- 1981 - Silvino João de Carvalho, ex calciatore brasiliano
- 1982 - Candace Bailey, attrice televisiva statunitense
- 1982 - Sierra Boggess, attrice, cantante e soprano statunitense
- 1982 - Michele Carrea, allenatore di pallacanestro italiano
- 1982 - Petr Čech, ex calciatore e hockeista su ghiaccio ceco
- 1982 - Jon Cortaberría, ex cestista spagnolo
- 1982 - Joachim De Gasperi, ex calciatore italiano
- 1982 - Ngiendula Filipe, cestista angolana
- 1982 - Morten Giæver, ex calciatore norvegese
- 1982 - David Harvey, rugbista a 15 australiano
- 1982 - Wes Hoolahan, ex calciatore irlandese
- 1982 - Keti Khitiri, attrice teatrale georgiana
- 1982 - TJ Klune, scrittore statunitense
- 1982 - Radek Mezlík, ex calciatore ceco
- 1982 - Allan Arenfeldt Olesen, ex calciatore danese
- 1982 - Ángel Pérez, pallavolista e allenatore di pallavolo portoricano
- 1982 - Natal'ja Podol'skaja, cantante bielorussa
- 1982 - Clément Poitrenaud, ex rugbista a 15 e allenatore di rugby a 15 francese
- 1982 - Jessica Raine, attrice britannica
- 1982 - Donald Reignoux, attore e doppiatore francese
- 1982 - Mihaíl Stamatóyiannis, pesista greco
- 1982 - Nicolás Suárez, ex calciatore cileno
- 1982 - Jahn-Ove Wiik, giocatore di calcio a 5 e calciatore norvegese
- 1982 - Zhang Chengye, ex biatleta e fondista cinese
- 1983 - Óscar Cardozo, calciatore paraguaiano
- 1983 - Chad Connell, attore canadese
- 1983 - Domenico Di Cecco, allenatore di calcio e ex calciatore italiano
- 1983 - Joel Fry, attore e musicista britannico
- 1983 - Marcelo Guerrero, ex calciatore uruguaiano
- 1983 - Jérôme Jault, schermidore francese
- 1983 - KAI, wrestler giapponese
- 1983 - Arcëm Kancavy, ex calciatore bielorusso
- 1983 - Matthew Langridge, canottiere britannico
- 1983 - Michaela McManus, attrice statunitense
- 1983 - Barrett Ruud, ex giocatore di football americano statunitense
- 1983 - Anja Selbach, ex slittinista e ex skeletonista tedesca
- 1983 - Piru Sáez, cantante e attore argentino
- 1983 - Mehdi Taouil, ex calciatore marocchino
- 1983 - Didier Van Keymeulen, pilota motociclistico belga
- 1983 - Emma Williams, attrice e cantante britannica
- 1984 - Ahmad Alhendawi, attivista giordano
- 1984 - Caetano Calil, ex calciatore brasiliano
- 1984 - Luciano Leonel Cuello, pugile argentino
- 1984 - Edorisi Ekhosuehi, ex calciatore nigeriano
- 1984 - Patrick Ewing, ex cestista e allenatore di pallacanestro statunitense
- 1984 - Dilarə Kazımova, cantante e attrice azera
- 1984 - Kim Dong-hyun, ex calciatore sudcoreano
- 1984 - Eunice Kirwa, ex maratoneta e mezzofondista keniota
- 1984 - Ricardo Lobo, ex calciatore brasiliano
- 1984 - Lucrezia Mantovani, politica italiana
- 1984 - Augusto Midana, lottatore guineense
- 1984 - Paula Myllyoja, calciatrice finlandese
- 1984 - Naturi Naughton, attrice e cantante statunitense
- 1984 - Palmira Cristina Marçal, cestista brasiliana
- 1984 - Pierre-Jean Peltier, canottiere francese
- 1984 - Kim Shaw, attrice canadese
- 1984 - Aleksandr Šlemenko, artista marziale misto russo
- 1984 - Darko Tasevski, ex calciatore macedone
- 1985 - Caitlin Cahow, ex hockeista su ghiaccio statunitense
- 1985 - Lisa Chesson, hockeista su ghiaccio statunitense
- 1985 - Barbara Chichiarelli, attrice italiana
- 1985 - Raúl Enríquez, ex calciatore messicano
- 1985 - Chris Froome, ciclista su strada keniota
- 1985 - Juanito Gómez, ex calciatore argentino
- 1985 - Jinh Yu Frey, artista marziale mista statunitense
- 1985 - Sahraa Karimi, regista e produttrice cinematografica afghana
- 1985 - Maxime Laheurte, combinatista nordico francese
- 1985 - André Leão, calciatore portoghese
- 1985 - Miroslav Manolov, ex calciatore bulgaro
- 1985 - Alessia Piovan, modella e attrice italiana
- 1985 - Sebino Plaku, ex calciatore albanese
- 1985 - Miquel Robusté, calciatore spagnolo
- 1985 - Ángel Rodríguez, pilota motociclistico spagnolo
- 1985 - Khaled Souissi, allenatore di calcio e ex calciatore tunisino
- 1985 - Gora Tall, ex calciatore senegalese
- 1985 - Trần Đức Cường, calciatore vietnamita
- 1986 - Dexter Blackstock, ex calciatore inglese
- 1986 - Chris Ogbonnaya, ex giocatore di football americano statunitense
- 1986 - Serena Cruz, italiana
- 1986 - Roman Di Somma, ex pallanuotista italiano
- 1986 - Robert Emms, attore britannico
- 1986 - Eleonore Evequoz, schermitrice svizzera
- 1986 - Ahmed Samir Farag, calciatore egiziano
- 1986 - Yon González, attore spagnolo
- 1986 - Kyle Harris, attore statunitense
- 1986 - Diego Iori, hockeista su ghiaccio italiano
- 1986 - Tim Kelley, allenatore di sci alpino e ex sciatore alpino statunitense
- 1986 - Lancina Karim Konaté, ex calciatore nigerino
- 1986 - Louisa Krause, attrice statunitense
- 1986 - Stéphane M'Bia, calciatore camerunese
- 1986 - Jiřina Ptáčníková, astista ceca
- 1986 - Marius Runkauskas, cestista lituano
- 1986 - Rok Stipčević, ex cestista croato
- 1987 - Ray Chase, doppiatore statunitense
- 1987 - Fra Fee, attore e cantante britannico
- 1987 - Emanuel Gigliotti, calciatore argentino
- 1987 - Sergeý Grïdïn, calciatore kazako
- 1987 - Marcelo Antônio Guedes Filho, calciatore brasiliano
- 1987 - Mike Havenaar, ex calciatore giapponese
- 1987 - Luboš Kalouda, calciatore ceco
- 1987 - Andrea Lalli, mezzofondista italiano
- 1987 - Francesco Minto, ex rugbista a 15 e allenatore di rugby a 15 italiano
- 1987 - O Se-geun, cestista sudcoreano
- 1987 - Pavle Popara, ex calciatore serbo
- 1987 - Filip Stanisavljević, calciatore serbo
- 1987 - Giannīs Stathīs, ex calciatore greco
- 1987 - Taku Takeuchi, saltatore con gli sci giapponese
- 1987 - Ekpe Udoh, allenatore di pallacanestro e ex cestista nigeriano
- 1987 - Kristopher Van Varenberg, attore e artista marziale statunitense
- 1987 - Julian Wright, ex cestista statunitense
- 1987 - Desirée van den Berg, modella olandese
- 1988 - Kayden Carter, wrestler statunitense
- 1988 - Rafael Coelho, ex calciatore brasiliano
- 1988 - Chiara Consolini, cestista italiana
- 1988 - Magno Cruz, calciatore brasiliano
- 1988 - Nikki Hamblin, mezzofondista neozelandese
- 1988 - Amaechi Igwe, ex calciatore statunitense
- 1988 - Jaroslav Kalfař, scrittore statunitense
- 1988 - Kim Lamarre, sciatrice freestyle canadese
- 1988 - Lynda Morales, giocatrice di beach volley e ex pallavolista portoricana
- 1988 - Lana Obad, modella croata
- 1988 - Oh Ban-suk, calciatore sudcoreano
- 1988 - Andrij Procenko, altista ucraino
- 1988 - Markus Sammer, bobbista austriaco
- 1988 - Fabio Testa, ex hockeista su ghiaccio italiano
- 1988 - C.K. Vineeth, ex calciatore indiano
- 1988 - Stopira, calciatore capoverdiano
- 1989 - Ahmad Al Salih, calciatore siriano
- 1989 - Graham Carey, calciatore irlandese
- 1989 - Aldo Corzo, calciatore peruviano
- 1989 - Tonia Couch, tuffatrice inglese
- 1989 - Wout Droste, ex calciatore olandese
- 1989 - Ioan Filip, calciatore rumeno
- 1989 - Flavio Gismondi, cantante e attore italiano
- 1989 - Goh V Shem, giocatore di badminton malese
- 1989 - Loïc Nestor, calciatore francese
- 1989 - Milos Panic, giocatore di football americano svizzero
- 1989 - Mario Rašić, calciatore croato
- 1989 - Sílvia Rebelo, calciatrice portoghese
- 1989 - Bruno Romo, calciatore cileno
- 1989 - Daniela Servillo, cestista italiana
- 1989 - Adam Sušac, allenatore di calcio e ex calciatore croato
- 1990 - Bernardo Vieira de Souza, calciatore brasiliano
- 1990 - Armonty Bryant, giocatore di football americano statunitense
- 1990 - Anatol Cheptine, ex calciatore moldavo
- 1990 - Christina Clemons, ostacolista statunitense
- 1990 - Thiago Fernandes, calciatore brasiliano
- 1990 - Melvin Johnson, ex cestista statunitense
- 1990 - Ju Kwang-min, calciatore nordcoreano
- 1990 - Miloš Kosanović, calciatore serbo
- 1990 - Bernardin Matam, sollevatore camerunese
- 1990 - Josh O'Connor, attore britannico
- 1990 - Elliot Parish, ex calciatore inglese
- 1990 - Pius Paschke, saltatore con gli sci tedesco
- 1990 - Freyja Prentice, pentatleta britannica
- 1990 - Rafael Cabral Barbosa, calciatore brasiliano
- 1990 - Jucimar José Teixeira, calciatore brasiliano
- 1990 - İzzet Türkyılmaz, cestista turco
- 1990 - Antonio Vacca, ex calciatore italiano
- 1990 - Lucas Gomes da Silva, calciatore brasiliano († 2016)
- 1990 - Anderson Carvalho, calciatore brasiliano
- 1990 - Alex dos Santos Gonçalves, calciatore brasiliano
- 1991 - Mossab Al-Laham, calciatore giordano
- 1991 - Bastian Baker, cantautore svizzero
- 1991 - Javier Carter, cestista statunitense
- 1991 - Amedeo Cassina, ex pallanuotista svizzero
- 1991 - Esteban Ciaccheri, calciatore argentino
- 1991 - Emre Çolak, calciatore turco
- 1991 - Jorge Luís Corrales, calciatore cubano
- 1991 - Georgi Dinkov, calciatore bulgaro
- 1991 - Kaká, calciatore brasiliano
- 1991 - Vitor Hugo, calciatore brasiliano
- 1991 - Justin Hunter, giocatore di football americano statunitense
- 1991 - Leonardo Jara, calciatore argentino
- 1991 - Florian Lejeune, calciatore francese
- 1991 - Florian Narcissot, calciatore francese
- 1991 - Bjørnar Neteland, ex sciatore alpino norvegese
- 1991 - Henrik Ojamaa, calciatore estone
- 1991 - Jon Z, rapper portoricano
- 1991 - Esteban Saveljich, calciatore argentino
- 1991 - Mehmet Taş, calciatore turco
- 1992 - Julian Albus, cestista tedesco
- 1992 - Cate Campbell, ex nuotatrice australiana
- 1992 - Damir Džumhur, tennista bosniaco
- 1992 - Enes Freedom, ex cestista statunitense
- 1992 - Maria Chiara Giannetta, attrice italiana
- 1992 - Jack Gleeson, attore irlandese
- 1992 - Simon Grether, calciatore svizzero
- 1992 - Daniel Haber, ex calciatore canadese
- 1992 - Vladimir Il'in, calciatore russo
- 1992 - Miharu Imanishi, tennista giapponese
- 1992 - Václav Kadlec, calciatore ceco
- 1992 - Maud van der Meer, ex nuotatrice olandese
- 1992 - Jhurell Pressley, ex giocatore di football americano statunitense
- 1992 - Gerónimo Rulli, calciatore argentino
- 1992 - Ville Salmikivi, calciatore finlandese
- 1992 - Fanny Smith, sciatrice freestyle svizzera
- 1992 - Marco Thiede, calciatore tedesco
- 1993 - Akam, wrestler e ex lottatore canadese
- 1993 - Agustina Barroso, calciatrice argentina
- 1993 - Aydar Bekzhanov, ex pattinatore di short track kazako
- 1993 - Iván Bulos, ex calciatore peruviano
- 1993 - Luca Calapai, calciatore italiano
- 1993 - Sofia Devetag, pallavolista italiana
- 1993 - Fitzroy Dunkley, velocista giamaicano
- 1993 - Rafael Gava, calciatore brasiliano
- 1993 - Juanmi Jiménez, calciatore spagnolo
- 1993 - Lin Shih-chia, arciera taiwanese
- 1993 - Ramy Rabia, calciatore egiziano
- 1993 - Luka Rupnik, cestista sloveno
- 1993 - Vado Kitenga, calciatore angolano
- 1994 - Alex Høgh Andersen, attore danese
- 1994 - C.J. Prosise, giocatore di football americano statunitense
- 1994 - Peyton Clark, attore statunitense
- 1994 - Okan Deniz, calciatore turco
- 1994 - Giorgio Ghiotti, scrittore e poeta italiano
- 1994 - Darwin González, calciatore venezuelano
- 1994 - Patryk Hoły, giocatore di calcio a 5 polacco
- 1994 - Zelimkhan Khadjiev, lottatore francese
- 1994 - Monteze Latimore, giocatore di football americano statunitense
- 1994 - Luis Hernando Mena, calciatore colombiano
- 1994 - Manuel David Milinković, ex calciatore serbo
- 1994 - Kerim Mrabti, calciatore svedese
- 1994 - Oriol Paulí, cestista spagnolo
- 1994 - Agnese Tartaglione, hockeista su ghiaccio e hockeista in-line italiana
- 1994 - Piotr Zieliński, calciatore polacco
- 1994 - Lennart van Lierop, canottiere olandese
- 1994 - Václav Šafránek, tennista ceco
- 1995 - Hayrullah Bilazer, calciatore turco
- 1995 - Svenn Crone, calciatore danese
- 1995 - Damien Inglis, cestista francese
- 1995 - Miguel Jacquet, calciatore paraguaiano
- 1995 - Vjačeslav Karavaev, calciatore russo
- 1995 - Ernest Ngeno, maratoneta keniota
- 1995 - Paweł Dawidowicz, calciatore polacco
- 1996 - Abudushalamu Abudurexiti, cestista cinese
- 1996 - Maciej Bojanowski, cestista polacco
- 1996 - Byron Cowart, giocatore di football americano statunitense
- 1996 - Antonio Fuoco, pilota automobilistico italiano
- 1996 - Ian, rapper rumeno
- 1996 - Niek Kimmann, ciclista di BMX olandese
- 1996 - Marshon Lattimore, giocatore di football americano statunitense
- 1996 - Scottie Lindsey, cestista statunitense
- 1996 - Anatolij Nurijev, calciatore ucraino
- 1996 - Fitina Omborenga, calciatore ruandese
- 1996 - Seth Paintsil, calciatore ghanese
- 1996 - Pidor Samoeun, calciatore cambogiano
- 1996 - Robert Skov, calciatore danese
- 1996 - Kimia Yousofi, velocista afghana
- 1997 - Omar Apollo, cantante statunitense
- 1997 - Andrij Bus'ko, calciatore ucraino
- 1997 - Lucas Carrizo, calciatore argentino
- 1997 - Ezequiel Centurión, calciatore argentino
- 1997 - Pedro Rodrigues, calciatore portoghese
- 1997 - Nicole Garavelli, calciatrice italiana
- 1997 - Gerson, calciatore brasiliano
- 1997 - Vladislav Nikolaevič Golovin, militare russo
- 1997 - Mario González, calciatore salvadoregno
- 1997 - James Heatly, tuffatore britannico
- 1997 - Andrej Maslinko, cestista macedone
- 1997 - Sylwia Matysik, calciatrice polacca
- 1997 - Kaoru Mitoma, calciatore giapponese
- 1997 - Joakim Mæhle, calciatore danese
- 1997 - Miguel Nazarit, calciatore colombiano
- 1997 - Alessandro Nocco, pilota motociclistico italiano
- 1997 - Alex Sobczyk, calciatore austriaco
- 1997 - Trevor Stewart, velocista statunitense
- 1997 - Marta Vergani, calciatrice italiana
- 1997 - Marlon Xavier, calciatore brasiliano
- 1997 - Hidde ter Avest, calciatore olandese
- 1998 - Agustín Aleo, calciatore argentino
- 1998 - Raúl Asencio, calciatore spagnolo
- 1998 - Bradley Banda, calciatore gibilterriano
- 1998 - Jamie Chadwick, pilota automobilistica britannica
- 1998 - Thomas Fannon, nuotatore irlandese
- 1998 - Luís García Pacheco, calciatore colombiano
- 1998 - Aislinn Konig, cestista canadese
- 1998 - Koffi Kouao, calciatore ivoriano
- 1998 - Lucia Lucarini, schermitrice italiana
- 1998 - Nam Nguyen, pattinatore canadese
- 1998 - Maksim Oluić, ex calciatore croato
- 1998 - Indrit Prodani, calciatore albanese
- 1998 - Beatriz Souza, judoka brasiliana
- 1999 - Jelle Bataille, calciatore belga
- 1999 - Tara Davis-Woodhall, lunghista statunitense
- 1999 - Nicolás Díaz, calciatore cileno
- 1999 - Julian Faye Lund, calciatore norvegese
- 1999 - Loreta Kullashi, calciatrice svedese
- 1999 - Ruzil' Ramilevič Minekaev, attore russo
- 1999 - Josephine Obossa, pallavolista italiana
- 1999 - Filipe Soares, calciatore portoghese
- 2000 - Davide Comini, canottiere italiano
- 2000 - Apostolos Diamantīs, calciatore greco
- 2000 - Danley Jean Jacques, calciatore haitiano
- 2000 - Tomer Levinson, cestista israeliano
- 2000 - Rosa Linn, cantante armena
- 2000 - Agustín Martegani, calciatore argentino
- 2000 - Brian Rodríguez, calciatore uruguaiano
- 2000 - César Sousa, calciatore portoghese
- 2000 - Kieran Smith, nuotatore statunitense
- 2000 - Tyree Wilson, giocatore di football americano statunitense

## XXI secolo(25)
- 2001 - Aguibou Camara, calciatore guineano
- 2001 - Juan Carlos Díaz Mena, calciatore colombiano
- 2001 - Ryan Edmondson, calciatore inglese
- 2001 - Adrián Marcos Fernández, calciatore argentino
- 2001 - Maxim Gullit, ex calciatore olandese
- 2001 - Nicolas Lussnig, sciatore freestyle e ex sciatore alpino austriaco
- 2001 - Eitarō Matsuda, calciatore giapponese
- 2001 - Rwan, calciatore brasiliano
- 2001 - Jadsom, calciatore brasiliano
- 2002 - Francesco Bisotto, pallavolista italiano
- 2002 - Gia Corley, calciatrice tedesca
- 2002 - Ditaji Kambundji, ostacolista svizzera
- 2002 - Trinity Rodman, calciatrice statunitense
- 2002 - Oussama Targhalline, calciatore marocchino
- 2003 - Valentina Bartolucci, pallavolista italiana
- 2003 - Jeon Min-seo, attrice sudcoreana
- 2003 - Samir Lagsir, calciatore olandese
- 2003 - Ander Mintegui, sciatore alpino spagnolo
- 2003 - Michel, calciatore brasiliano
- 2003 - Jeremy Sochan, cestista polacco
- 2003 - Veronica Toniolo, judoka italiana
- 2004 - Victor Hugo Ramos de Souza, calciatore brasiliano
- 2005 - Alejandra Estudillo, tuffatrice messicana
- 2005 - Engla Nilsson, altista svedese
- 2006 - Adriana Krūzmane, triplista e lunghista lettone

## Senza anno specificato(2)
- Hanna Krall, scrittrice e giornalista polacca
- Julian Works, attore statunitense